# NGC 146
NGC 146 es un pequeño cúmulo abierto en la constelación de Casiopea. Fue descubierto por John Herschel en 1829 con el telescopio reflector de 18,7 pulgadas de su padre.

## Ubicación
NGC 146 es bastante fácil de ubicar en el cielo, a medio grado de distancia de la estrella brillante Kappa Cassiopeiae. Sin embargo, detectar el grupo en sí es difícil debido a su baja magnitud aparente de 9,1. Su declinación relativamente de aproximadamente 63° significa que no es visible por debajo de 27° S. Su distancia se estima en aproximadamente 3.030 parsecs (9880 años luz), pero puede estar alrededor de 3500 pársecs (11.000 años luz) de distancia.

## Características
El grupo tiene una antigüedad máxima de 10 millones de años, ya que hay numerosas estrellas de secuencia principal de tipo B y estrellas anteriores a la secuencia principal, pero relativamente pocas supergigantes evolucionadas. Entre sus estrellas más masivas se encuentran dos estrellas de Herbig Be.